# Retablo de Weimar
El Retablo de Weimar (en alemán, Herderkirche Weimar) es un retablo luterano de tres paneles creado por Lucas Cranach el Viejo y su hijo Lucas Cranach el Joven entre 1552 y 1555 para la iglesia de San Pedro y San Pablo en Weimar, Alemania.

## Historia y descripción
El retablo tríptico fue encargado por el elector de Sajonia Juan Federico I y se instaló en el altar mayor de la iglesia parroquial de la ciudad de San Pedro y Pablo en Weimar en 1555, convirtiéndolo así en uno de los principales y primeros retablos protestantes de la Reforma, realizado por los Cranach. La pintura del retablo de tres paneles fue iniciada por Lucas Cranach el Viejo y, tras la muerte de su padre, la tarea la terminó su hijo Lucas Cranach el Joven en 1555. Es una de las obras maestras del arte de Turingia más importantes del siglo XVI. En la zona del presbiterio se encuentra también la lápida original de Lucas Cranach el Viejo, que ahora descansa en la Jacobsfriedhof. Durante la Segunda Guerra Mundial, el retablo se guardó en otro lugar y, por tanto, sobrevivió a los ataques aéreos de 1945. 

## Interpretación

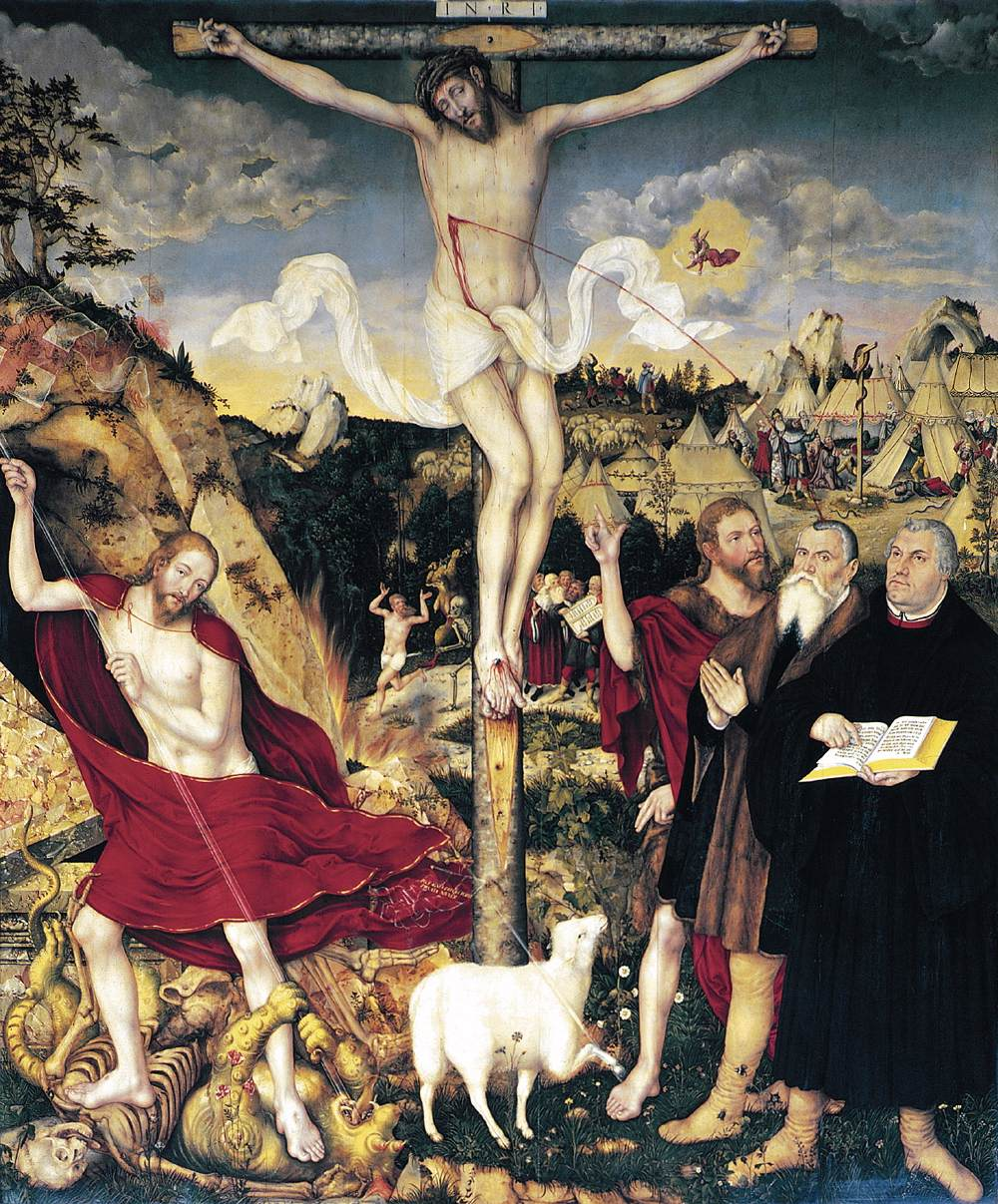
Escena del panel central del tríptico.

Como en casi todos los casos de retablos de Cranach posteriores a la Reforma, hay una gran cantidad de simbolismo luterano cristocéntrico, alegoría y concepto teológico protestante de las cinco solas representados en el retablo de Weimar, refiriéndose únicamente a la salvación en Jesús, enfatizando su sacrificio como Solus Christus. El retablo por tanto está centrado en Cristo y compositivamente en el Cristo crucificado con Juan el Bautista a la derecha apuntando arriba a Jesús y el dedo índice de su otra mano abajo hacia el Agnus Dei a los pies de la cruz, mientras que los propios Lucas Cranach el Viejo y Martín Lutero están de pie delante del Bautista. La imagen de Cristo se repite a la izquierda, donde se le representa resucitado derrotando a un Satanás animalesco y venciendo a la esquelética Muerte, a los que pisa. Cranach se representa a sí mismo siendo lavado con la sangre de Jesús, que salpica en un chorro fino de la herida del costado y choca en su coronilla, mientras que hay una Biblia abierta sobre la mano de Lutero, con su dedo índice apuntando en el libro para indicar la importancia de la predicación de la Palabra de Dios y la doctrina de sola scriptura. Al fondo, se representa la naturaleza caída de la humanidad a través de varias escenas sucesivas en el paisaje: Expulsión del Jardín del Edén con Adán, el primer pecador, perseguido por Satanás y la Muerte hacia las llamas del infierno, junto con los episodios del Antiguo Testamento de la revelación de los Diez Mandamientos, la Serpiente de Bronce, Moisés predicando a los israelitas y uno del Nuevo Testamento que anuncia la redención con la llegada del prometido Mesías en la Anunciación a los pastores. Cuando el tríptico está cerrado, los paneles exteriores por su parte externa representan respectivamente las escenas bíblicas del Bautismo de Jesús y  de la Resurrección. El retablo también sirve como monumento funerario a Juan Federico I, su esposa Sibila de Cléveris y sus descendientes que fueron enterrados bajo la bóveda frente al altar, con sus nombres dorados grabados en la predela en forma de epitafio y sus figuras orantes arrodilladas tras reclinatorios forrados y blasonados representadas en la parte interior de los paneles exteriores del tríptico. 

## Galería

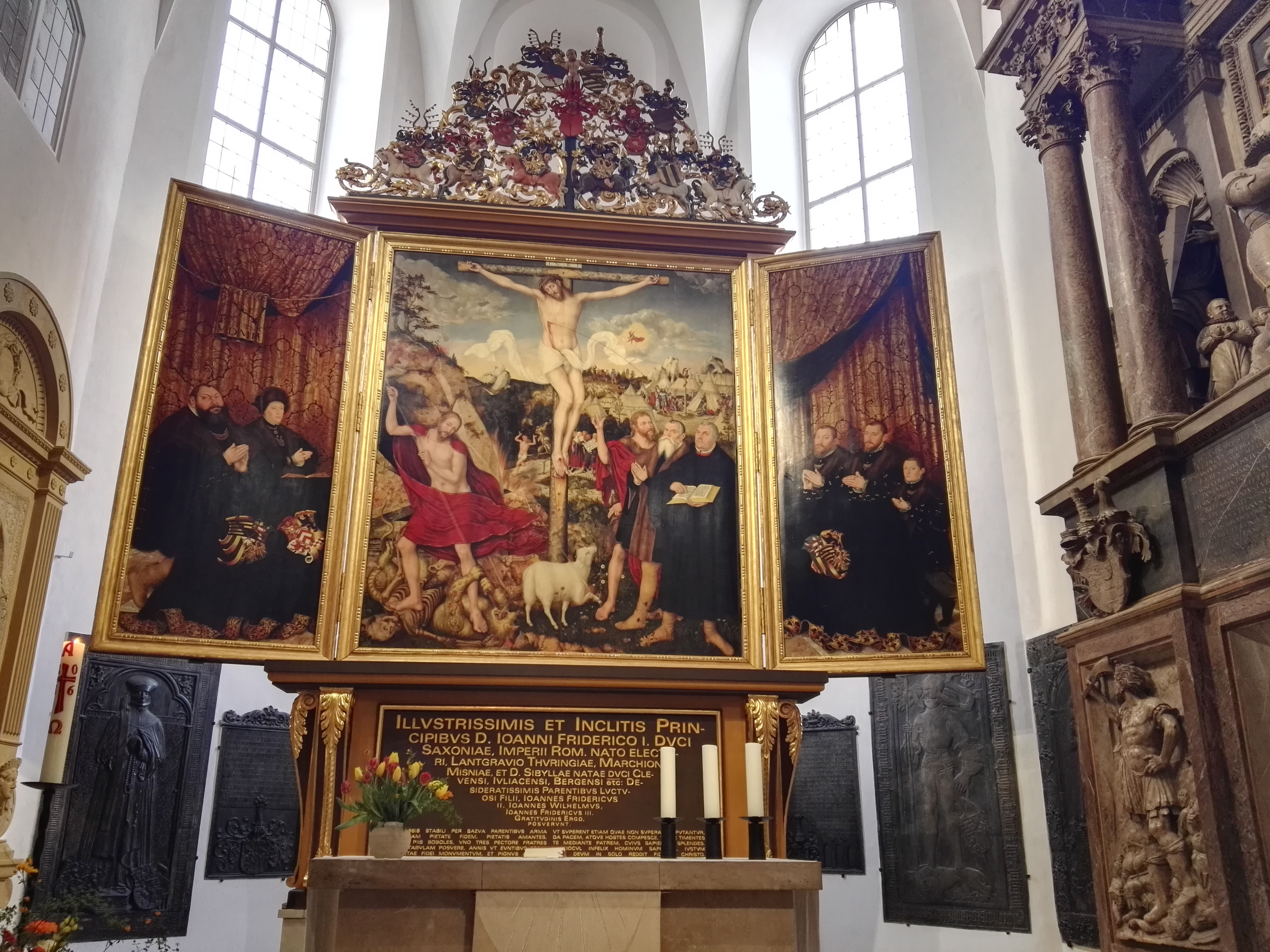
Primer plano del retablo de Weimar abierto.
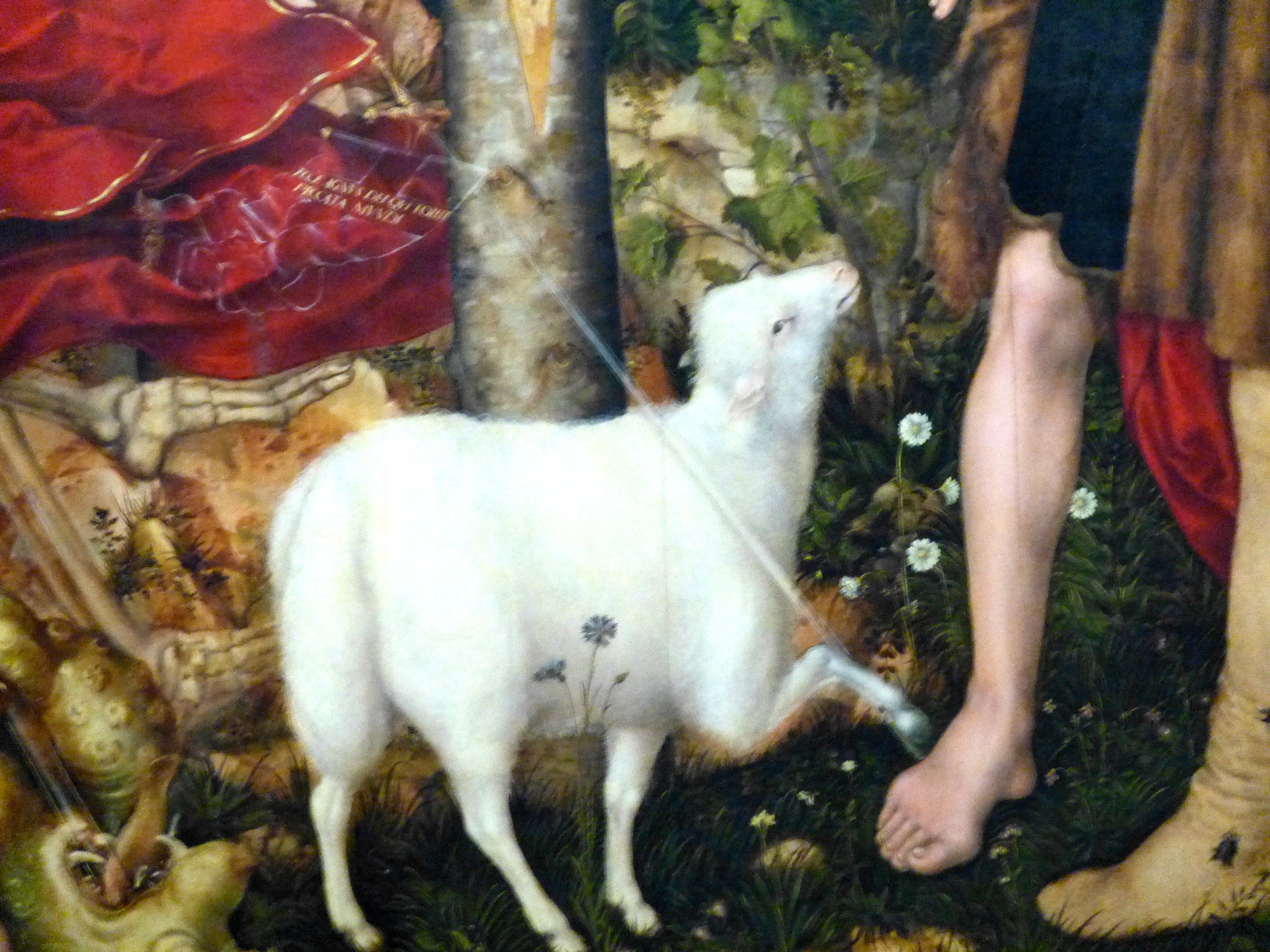
Detalle del Agnus Dei.
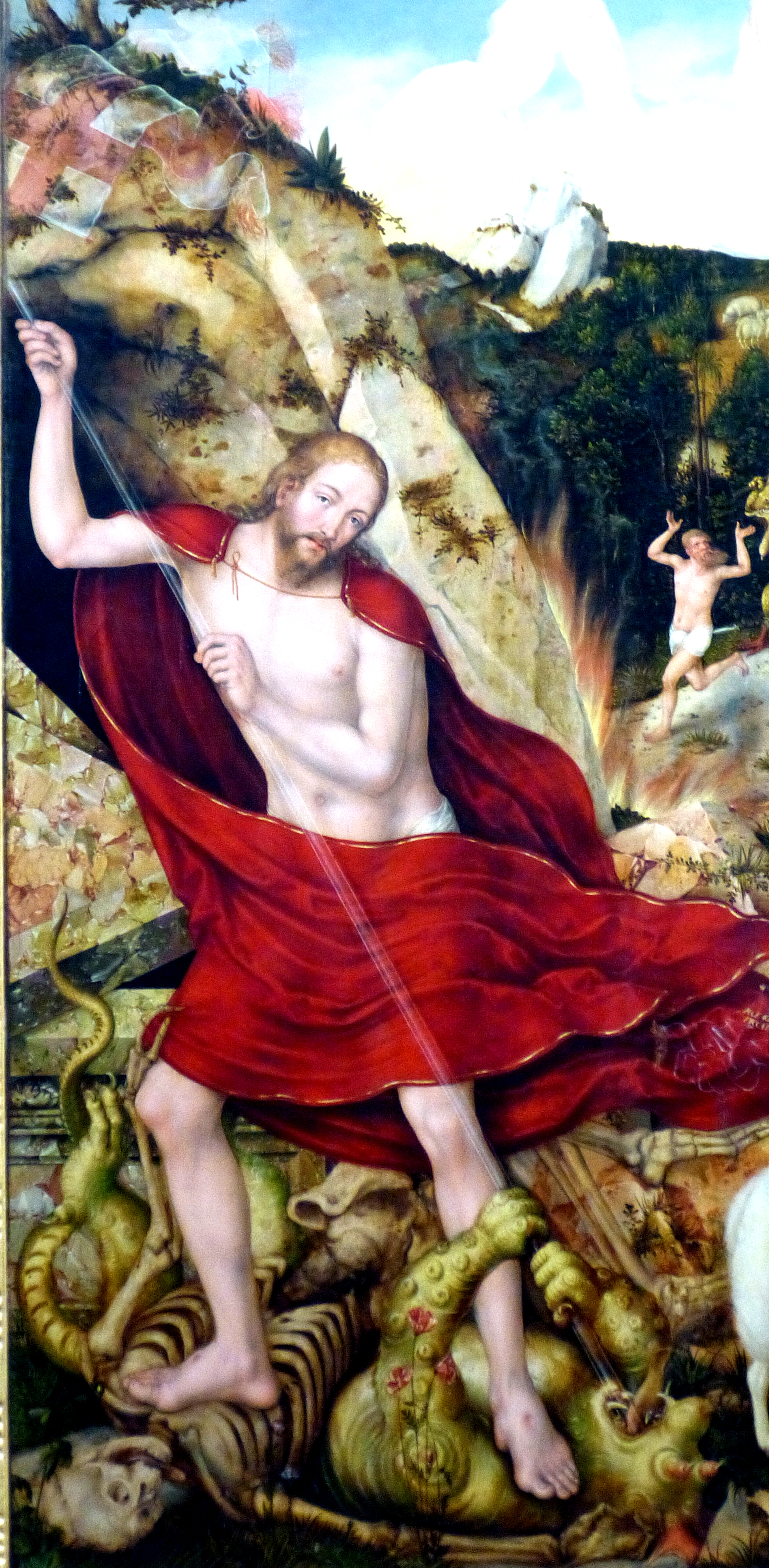
Cristo resucitado venciendo a la Muerte y al Diablo.
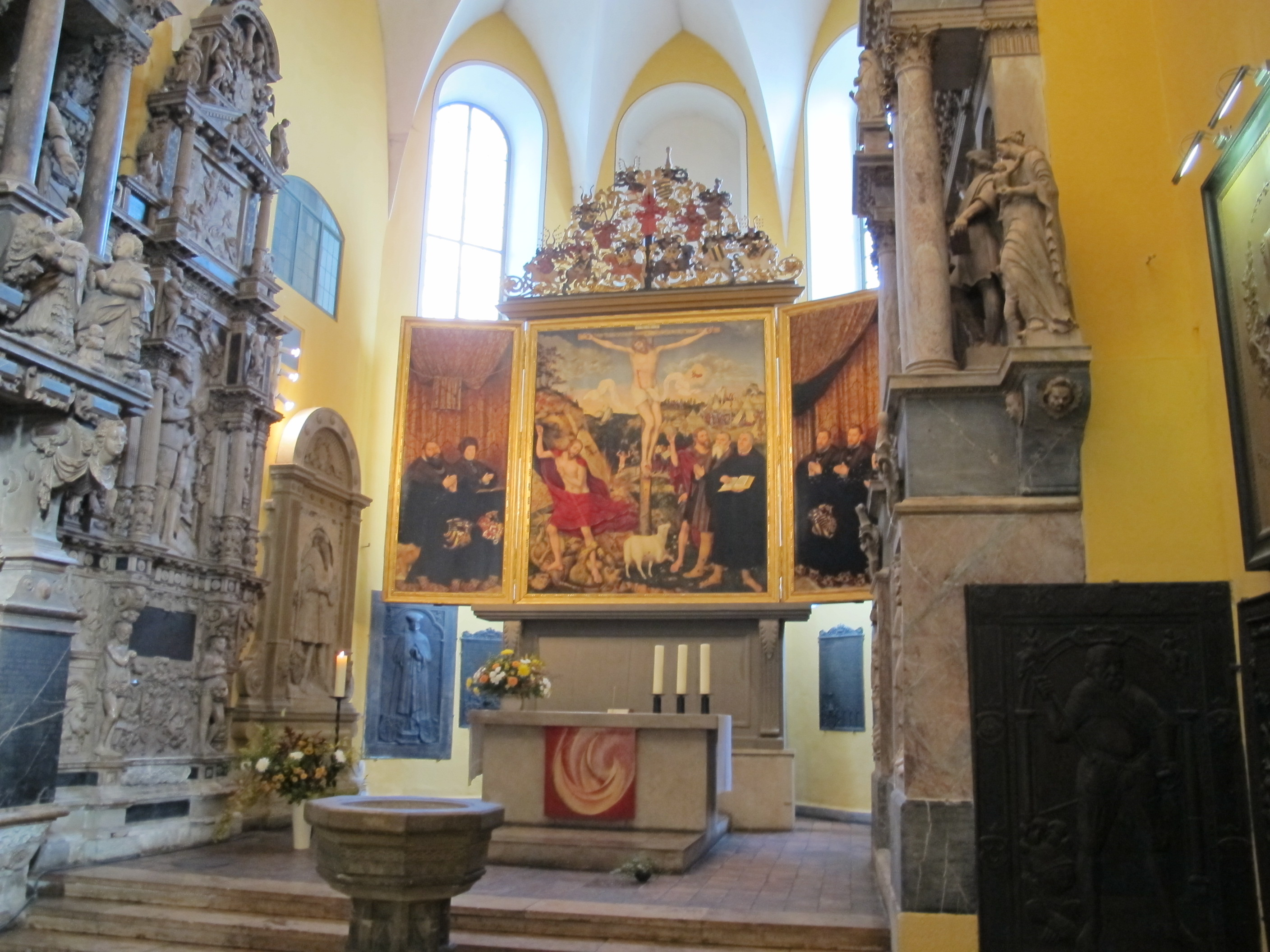
Presbiterio de la iglesia con el altar y la pila bautismal.
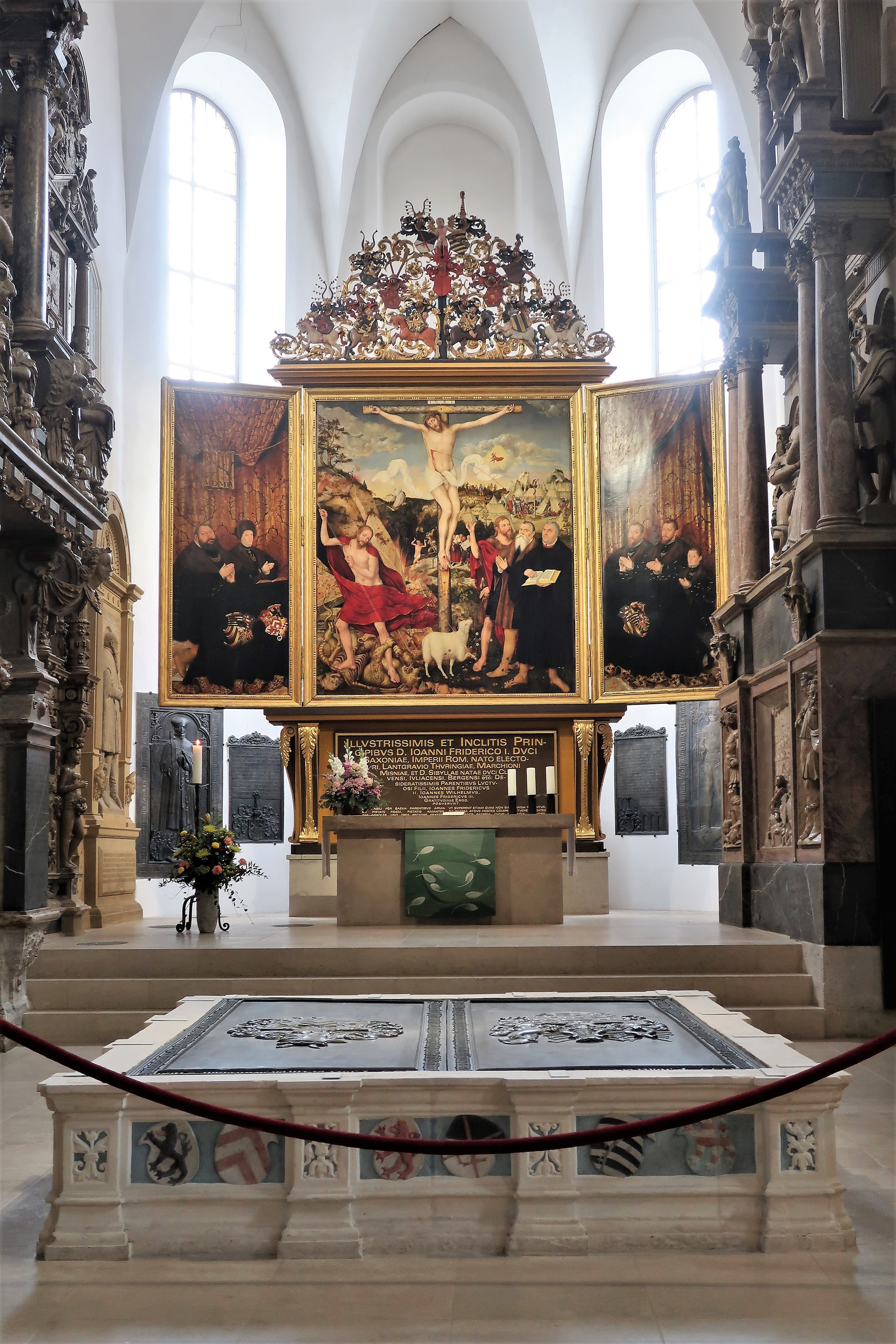
Retablo de Weimar con la vista de la bóveda ducal en el frente y las tumbas de Juan Federico y Sibila delante.
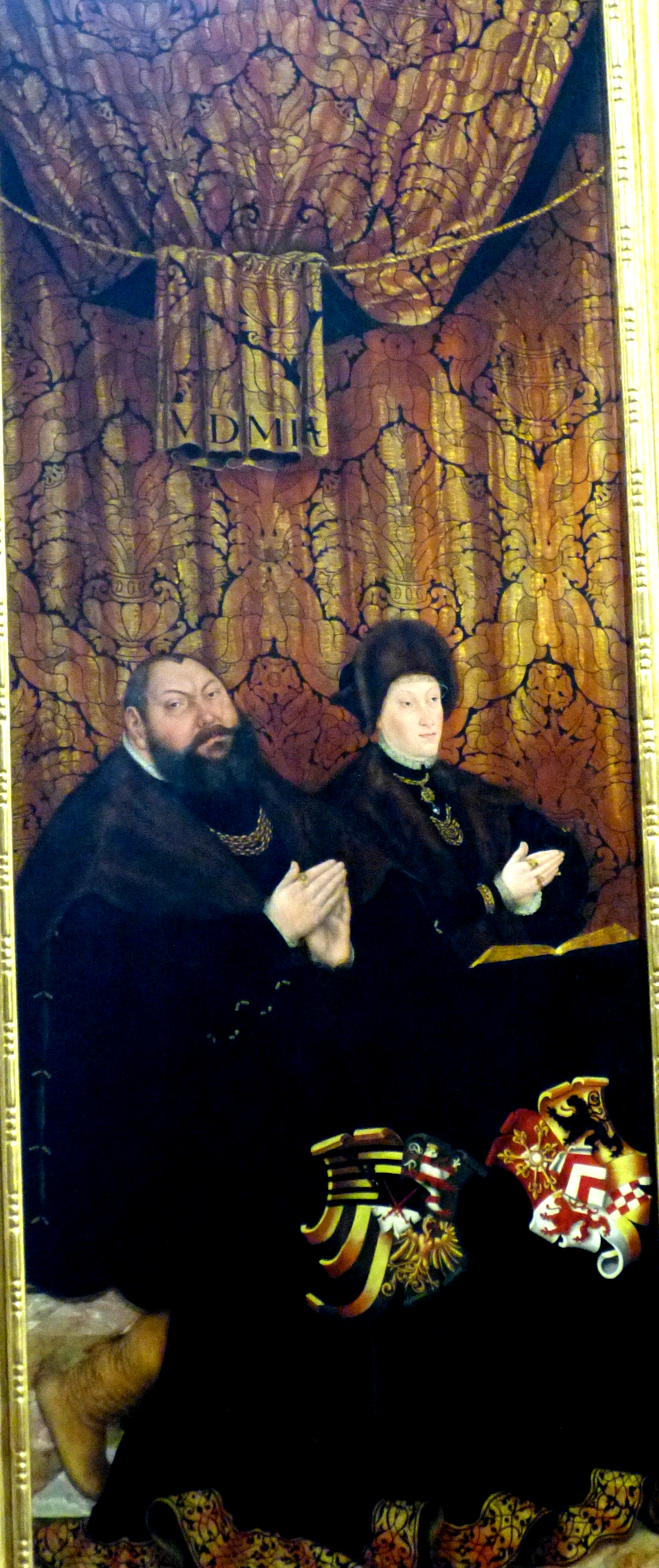
El elector de Sajonia Juan Federico y su esposa Sibila de Cléveris en oración, panel izquierdo por el interior.